# Steubenplatz (Darmstadt)
Der Steubenplatz ist ein Platz in Darmstadt-Mitte und ehemaliger Bahnhofsvorplatz zweier Bahnhöfe, der heute als Grünfläche genutzt wird.

## Geografie und Bezeichnung
Die ca. 200 Meter lange und 40 Meter breite Fläche wurde Anfang der 1930er Jahre nach Friedrich Wilhelm von Steuben benannt und war zuvor Bestandteil der Landgraf-Philipps-Anlage. 
Am Südrand der Grünanlage befindet sich heute die Kunsthalle Darmstadt. Das Ausstellungsgebäude des Darmstädter Kunstvereins wurde in den Jahren 1956/57 nach Plänen von Theo Pabst errichtet. Ebenso befindet sich das Gebäude des Sozialgerichts, errichtet von 1986 bis 1988 nach Plänen von Ernst Friedrich Krieger und Lothar Greulich anstelle der beiden kriegszerstörten Bahnhöfe am Steubenplatz.

## Geschichte
Bis zur Inbetriebnahme des Darmstädter Hauptbahnhofs 1912 befanden sich hier die Bahnhöfe der Hessischen Ludwigsbahn (Ludwigsbahnhof, ein Kopfbahnhof an der Nordseite des Platzes) und der Main-Neckar-Eisenbahn-Gesellschaft (Main Neckar-Bahnhof, ein Durchgangsbahnhof an der Westseite des Platzes). Die Anordnung der Bahnhöfe in einem rechten, ist heute noch an der Form des Steubenplatzes erkennbar. Nach 1912 wurden in den beiden Empfangsgebäuden Behörden untergebracht. 
Anfangs verlief hier die Kasernenstraße, die über die Rheinstraße zu den Militärliegenschaften in Darmstadt-Bessungen führte. Später war es die Landgraf-Philipps-Anlage, die auch den Bahnhofsvorplatz, zugleich Standort des Justus-Liebig-Denkmals, mit einschloss.
Nach Kriegsende befand sich 1947 und 1948 im weniger zerstörten Main-Neckar-Bahnhof die Jüdische Berufsfachschule Masada unter der Leitung von Samuel Milek Batalion für sogenannte Displaced Persons. Um die Ruinen entwickelte sich zunächst Brachland.

## Bildergalerie

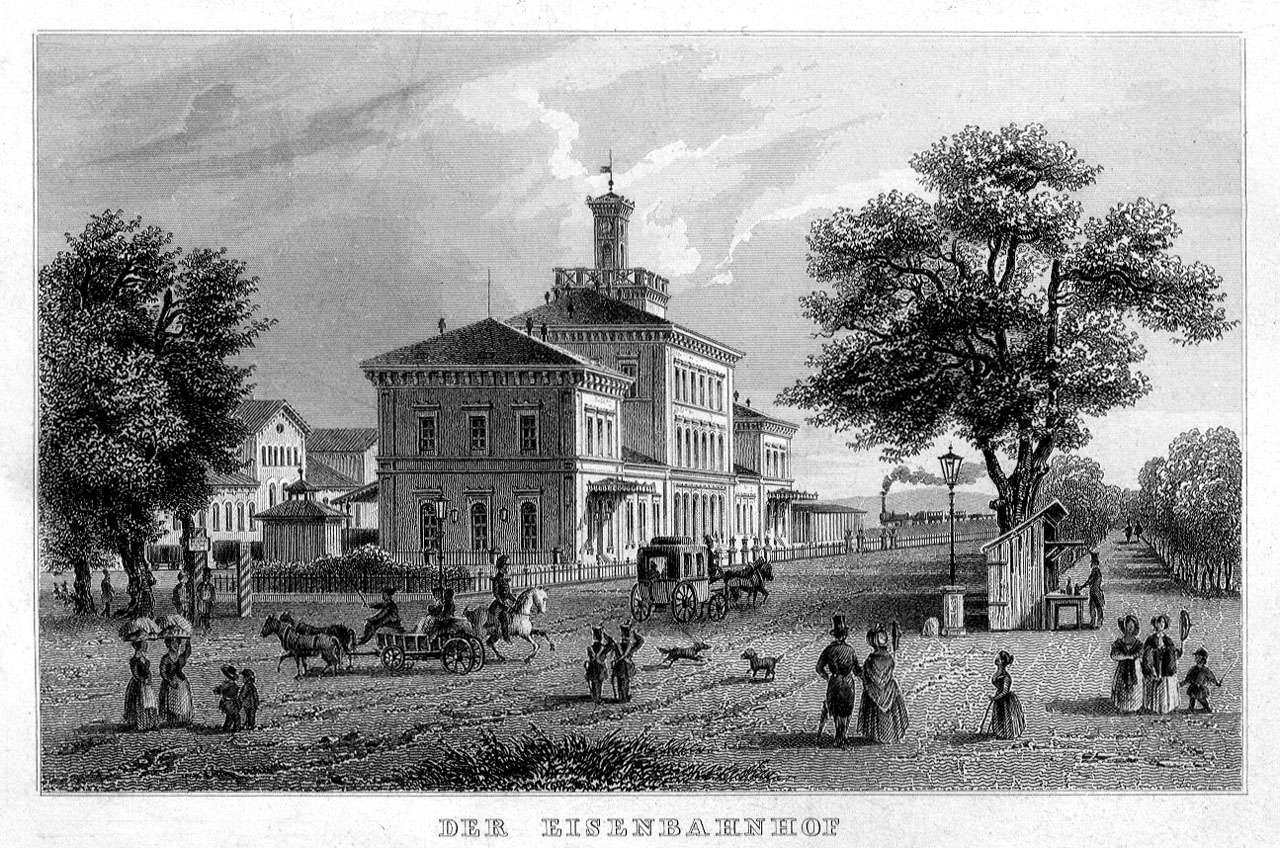
Ansicht des Bahnhofs zu Darmstadt (um 1849)
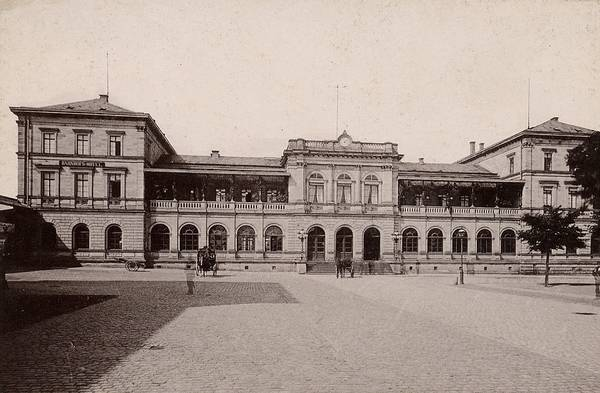
Historische Ansicht des Ludwigsbahnhofs am Steubenplatz (um 1875)
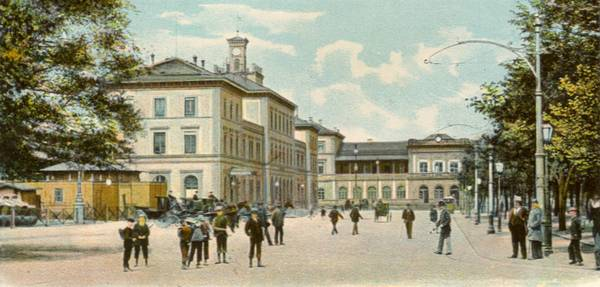
Historische Ansicht der alten Bahnhöfe am Steubenplatz, früher Kasernenstraße (vor 1897)
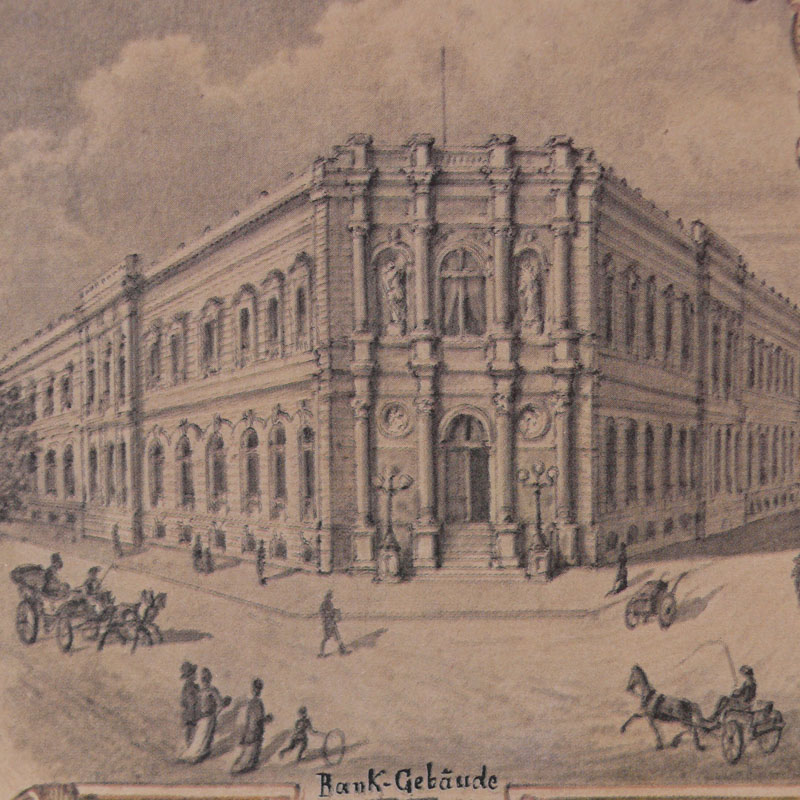
Bank für Handel und Industrie (um 1883)
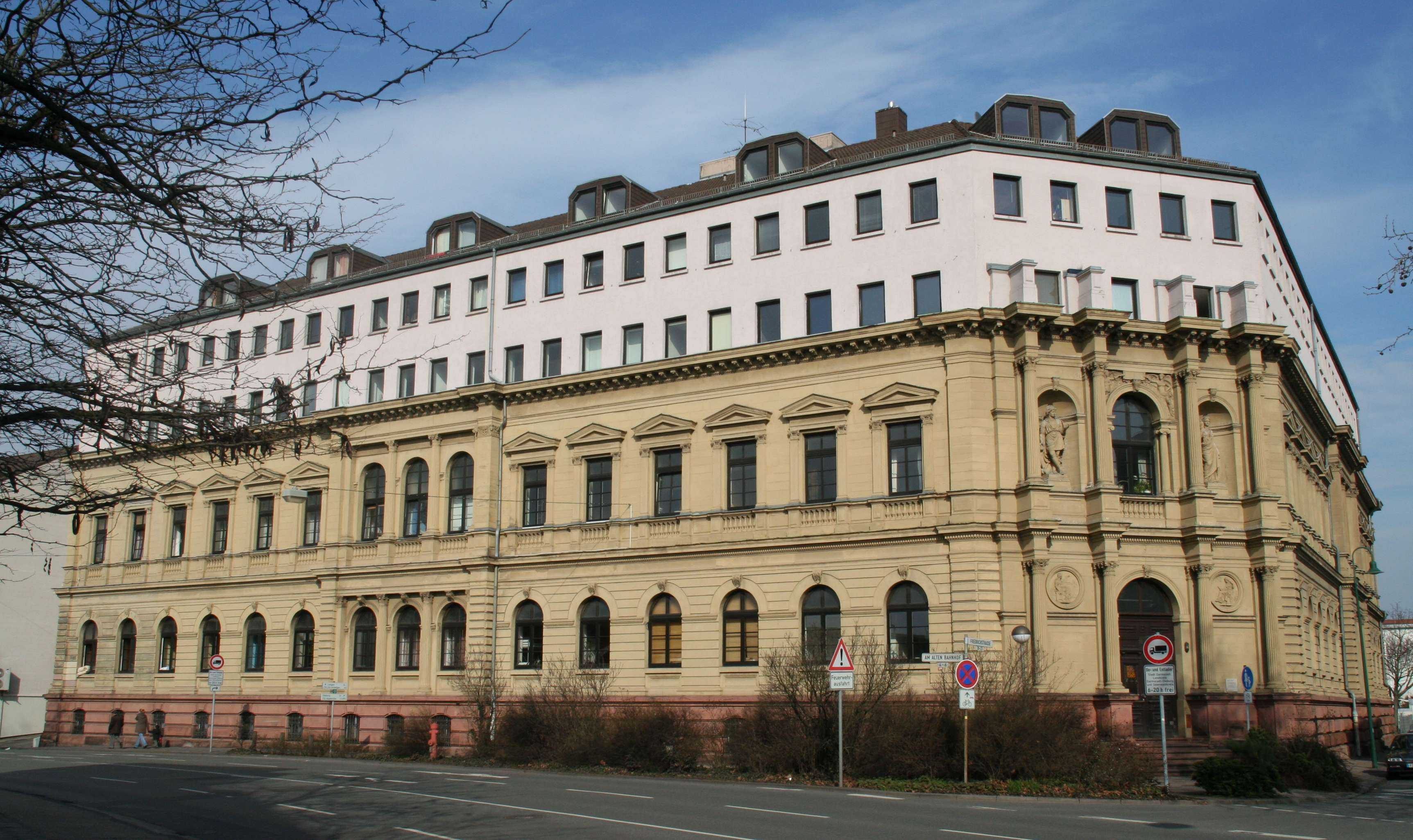
Ehemalige Bank für Handel und Industrie (2011)
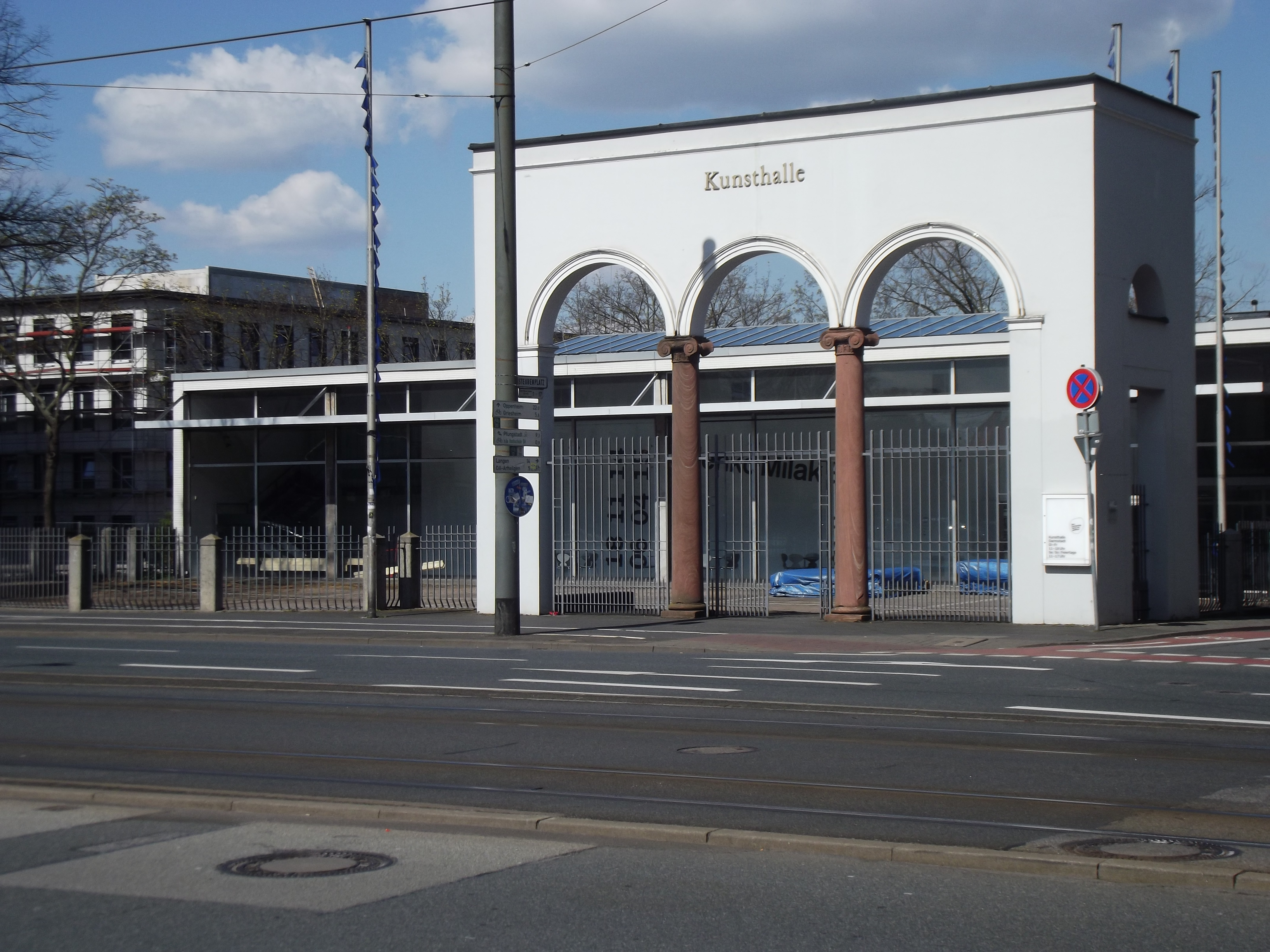
Kunsthalle; Entrée mit Portikus des nördlichen Rheintors (2015)
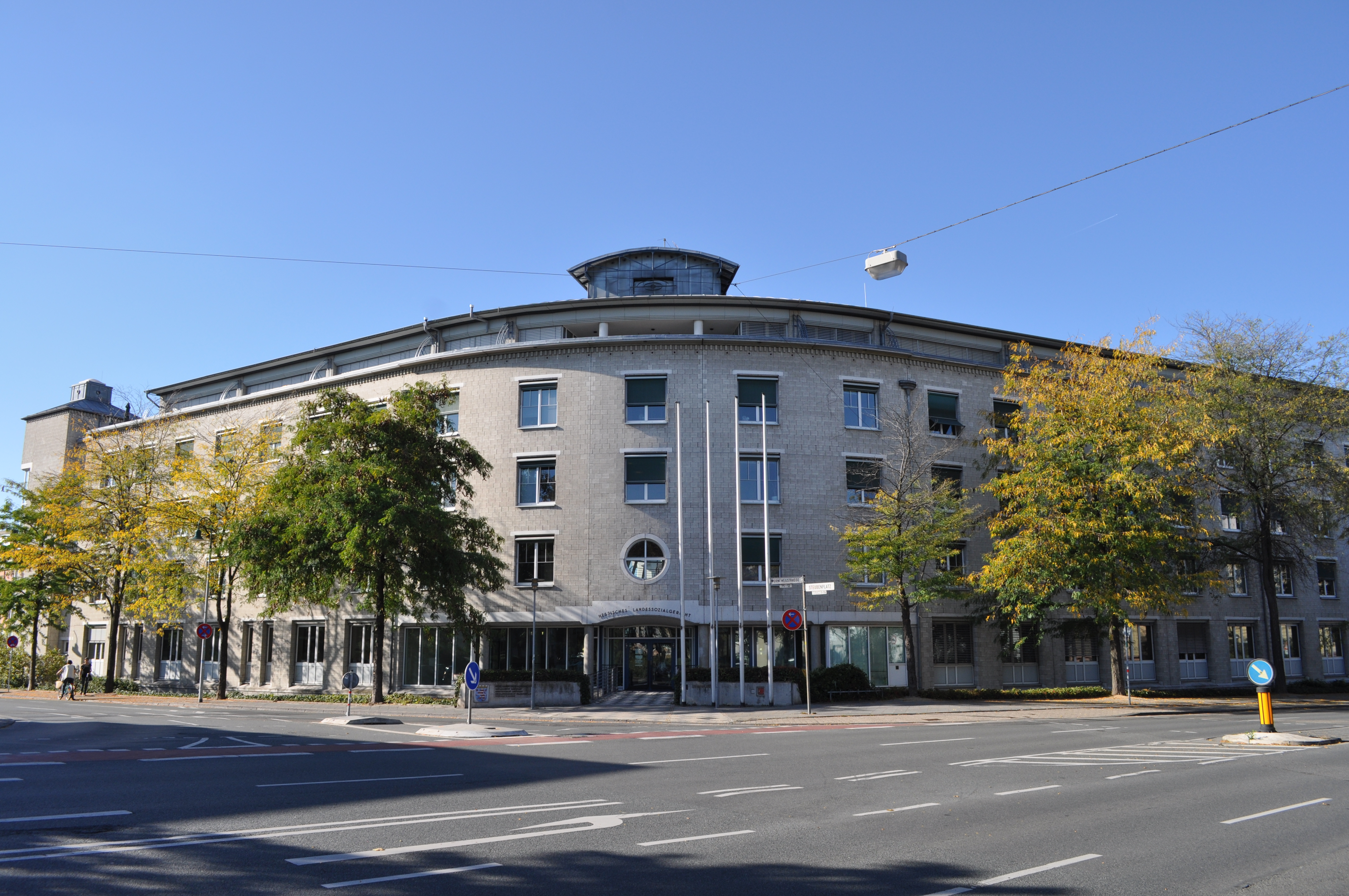
Gebäude des Landessozialgerichts am Steubenplatz (2011)